# Agenais
L'Agenais, o Agenois (occitano Agenés) era un'antica circoscrizione della provincia storica di Guascogna; situata nell'attuale regione francese della Nuova Aquitania, principalmente attorno ad Agen, i suoi limiti corrispondevano all'attuale dipartimento di Lot e Garonna, sulla riva destra della Garonna, con in più i cantoni di Valence d'Agen, Montaigu-de-Quercy e Sainte-Foy-la-Grande.
Regione strategica che visse il proprio apogeo durante le guerre di religione e la guerra dei cent'anni, compresa tra il Périgord a nord, il Quercy a est, il Bazadais a ovest e l'Armagnac a sud, l'Agenais patì sempre un sovrapporsi d'influenze da parte di Guascogna, Guienna e Linguadoca, oltre che da Bordeaux e Tolosa.

## Storia
Nell'antica Gallia la regione era abitata dai Nitiobrogi, con Aginnum come capitale; in epoca romana era detta Civitas Agennensium, ed era parte della provincia di Aquitania seconda; in seguito formò la diocesi di Agen. Avendo condiviso le sorti dell'Aquitania durante i periodi merovingio e carolingio, dall'833 all'848 sembra sia stata devastata dai Vichinghi. L'Agenais dall'886 circa divenne contea ereditaria nell'ambito dell'odierna Guascogna (Vasconia). Il primo conte di Agenais (comte d'Agen) fu Guillaume I di Périgord (morto nel 920), figlio di Vulgrin I d'Angoulême.
Nel 1038 la contea fu acquistata da Guglielmo VI di Aquitania. Il matrimonio di Eleonora d'Aquitania col futuro Enrico II d'Inghilterra nel 1152 portò la contea sotto l'egida dei Plantageneti, e quando Riccardo I d'Inghilterra diede in moglie la propria sorella Giovanna a Raimondo VI di Tolosa, nel 1196, l'Agenais entrò nella dote della principessa, andando a formare parte del patrimonio fondiario dell'ultimo conte di Tolosa. Nel 1212, durante la  crociata albigese, Simone IV di Montfort catturò la fortezza catara di Penne-d'Agenais e ne bruciò i difensori sul rogo.
Col Trattato di Parigi del 1259, Luigi IX di Francia accettò di pagare una rendita annuale a Enrico III d'Inghilterra per conservare il possesso dell'Agenais.
Nel 1271 la Corona di Francia rientrò in pieno possesso della contea; non per molto tuttavia: il re di Francia dovette riconoscere i precedenti diritti di possesso del re d'Inghilterra, e gliela restituì nel 1279. Durante la guerra dei cent'anni l'Agenais passò più volte di mano, sino alla definitiva ritirata inglese del 1453.
Nel 1561 la Guienna divenne provincia, includendo il Bordelais, il Bazadais, il Limosino, il Périgord, il Quercy, la Rouergue, l'Agenais, la Saintonge, e l'Angoumois. Da allora Agenais non fu più altro che un termine amministrativo. Alla fine dell'Ancien Régime formava parte del Gouvernement di Guienna, e alla Rivoluzione venne incorporato nel dipartimento di Lot e Garonna, di cui costituiva la quasi totalità. Il titolo di conte di Agenais, che i re d'Inghilterra avevano lasciato cadere in disuso, fu rinnovato dai re di Francia e nel 1789 era tenuto dalla famiglia dei duchi di Richelieu.

## Città principali
- Lot e Garonna : Agen, Villeneuve-sur-Lot, Fumel, Marmande
- Tarn e Garonna : Valence-d'Agen, Montaigu-de-Quercy
- Gironda : Sainte-Foy-la-Grande, porto che diede all'Agenais, tramite il canale di Duras, un accesso alla Dordogna.